# Vejrum Sogn (Struer Kommune)
 For alternative betydninger, se Vejrum Sogn. (Se også artikler, som begynder med Vejrum Sogn)
Vejrum Sogn er et sogn i Struer Provsti (Viborg Stift).
I 1800-tallet var Vejrum Sogn et selvstændigt pastorat. Det hørte til Hjerm Herred i Ringkøbing Amt. Vejrum sognekommune blev ved kommunalreformen i 1970 indlemmet i Struer Kommune.
I Vejrum Sogn ligger Vejrum Kirke.
I sognet findes følgende autoriserede stednavne:
- Avsumgård (ejerlav, landbrugsejendom)
- Kronborgdige (bebyggelse)
- Lundby (bebyggelse)
- Lyngkrog (bebyggelse)
- Nørre Søller (bebyggelse)
- Søller Gårde (bebyggelse)
- Vejrum Kirkeby (bebyggelse)
- Vejrumstad (bebyggelse)